# Ileanta cariniscutis
Ileanta cariniscutis là một loài tò vò trong họ Ichneumonidae.